# Jubilejní kolonie
Jubilejní kolonie je bytový areál v Ostravě-Hrabůvce, postavený v letech 1921–1932 Vítkovickými železárnami podle projektu Arnošta Kornera. Jako architekt Jubilejní kolonie bývá také někdy zmiňován Jindřich Freiwald. Kolonie byla tvořena 605 dělnickými byty, situovaných do jednopatrových domů s dvory a vnitřními ulicemi s vlastní knihovnou. Komplex je ukázkou expresionistické architektury inspirované sociální výstavbou tzv. Rudé Vídně. Dnes jsou budovy postupně rekonstruovány a nabízejí atraktivní rezidenční bydlení. Některé domy jsou zapsány jako kulturní památky. Své jméno dostala díky 100. výročí založení Vítkovických železáren arcivévodou Rudolfem Janem, které připadlo na rok 1928.
Knihovna v Ostravě-Hrabůvce má od roku 1927 s dvěma přestávkami pobočku v Jubilejní Kolonii. Původně byla umístěna v 1. patře společenského domu na Velflíkově čp. 285 a v roce 2006 byla přestěhována do nově zrekonstruované budovy na Závodní ulici.

## Památkově chráněné domy

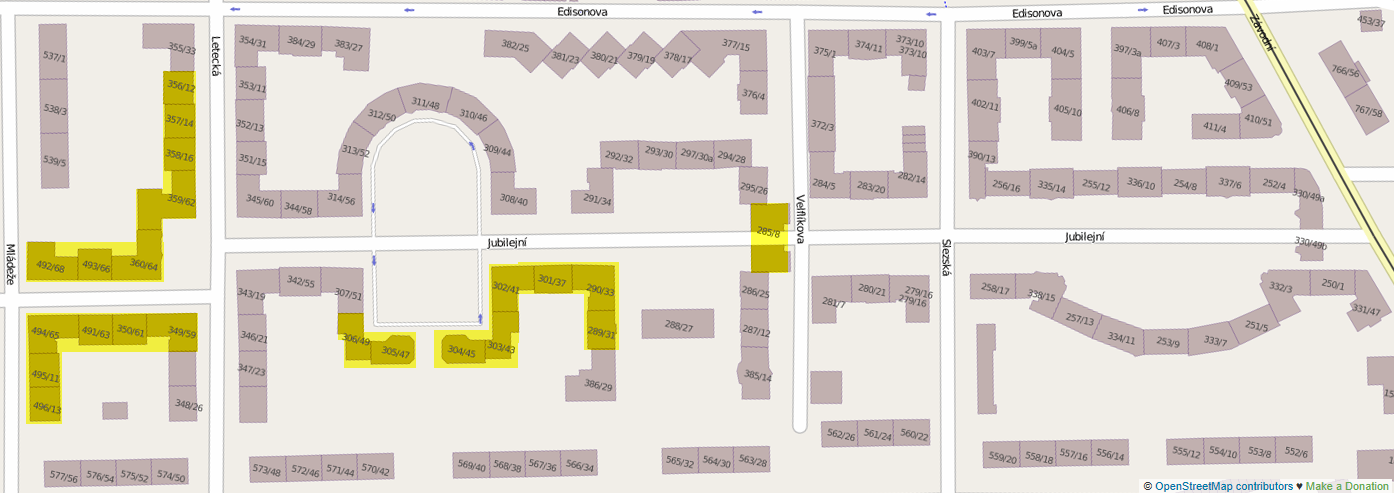
Jubilení kolonie - mapa památek

Ministerstvo kultury ČR udělilo 23 domům status kulturní památky. Jedná se o domy na ulicích Jubilejní, Letecká, Velflíkova a Mládeže.
- Společenský dům Komorní klub na ulici Velflíkova čp. 285[6]
- 16 bytových domů na ulici Jubilejní čp. 289, 290, 301, 302, 303, 304, 306, 349, 350, 359, 360, 491, 492, 493, 494[7]
- 4 bytové domy na ulici Letecké čp. 348, 356, 357, 358[8]
- 2 bytové domy na ulici Mládeže čp. 495, 496[9]

## Kultura v okolí
- Průvodce Jubilejní kolonií a web věnovaný její historii (https://www.jubilejnikolonie.cz/)
- Komorní Klub (https://www.kulturajih.cz/cz/pronajmy/komorni-klub/)
  - (Koncerty, Cestopisy, Taneční, Svatby)
- Knihovna (https://www.kmo.cz/pobocky/zavodni/)
- Muzeum historie Jubilejní kolonie
- Soukromá střední umělecká škola AVE ART
- Taneční klub AKCENT OSTRAVA
- Ostravarna U Jubilejní
- Cafe Kolonie (https://www.facebook.com/cafekolonie/)

## Příroda v okolí
- Bělský les
- Halda Hrabůvka

## Doprava
- Tramvajová linka (zastávka Jubilejní kolonie) 12,18,19
- Bus linka (zastávka Jubilejní kolonie) 50
- 10 min chůze (700 m) Tramvajová linka (zastávka Moravská) 1
- 10 min chůze (700 m) Tramvajová linka (zastávka ÚMOb Jih) 3, 15, 17
- 20 min chůze (1,3 km) Nádraží Vítkovice

## Média
- Český Rozhlas – Křížem krajem (http://www.rozhlas.cz/ostrava/publicistika/_zprava/jubilejni-kolonie-byvala-vykladni-skrini-zelezaren-a-prijemnym-bydlenim--1577755)
- Česká Televize – Jubilejní kolonii se vrací původní krása. Za 450 milionů korun (http://www.ceskatelevize.cz/ct24/regiony/1831282-jubilejni-kolonii-se-vraci-puvodni-krasa-za-450-milionu-korun)
- Polar Bývalé lázně Jubilejní kolonie jsou po rekonstrukci plně obsazeny. V přízemí vznikla kavárna (https://polar.cz/zpravy/moravskoslezsky-kraj/cely-ms-kraj/11000028960/byvale-lazne-jubilejni-kolonie-jsou-po-rekonstrukci-plne-obsazeny-v-prizemi-vznikla-kavarna)

## Fotogalerie

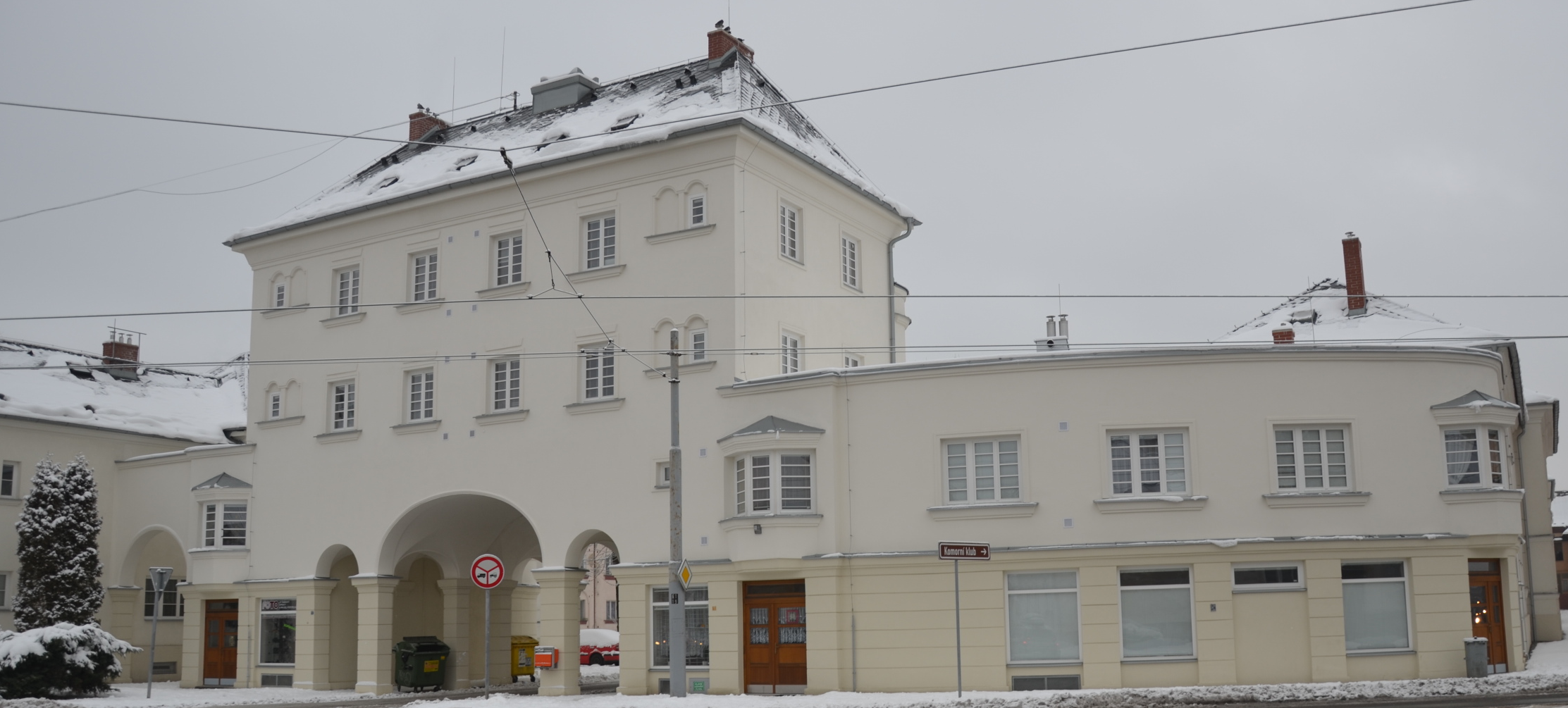
Jubilejni kolonie vstupní brána
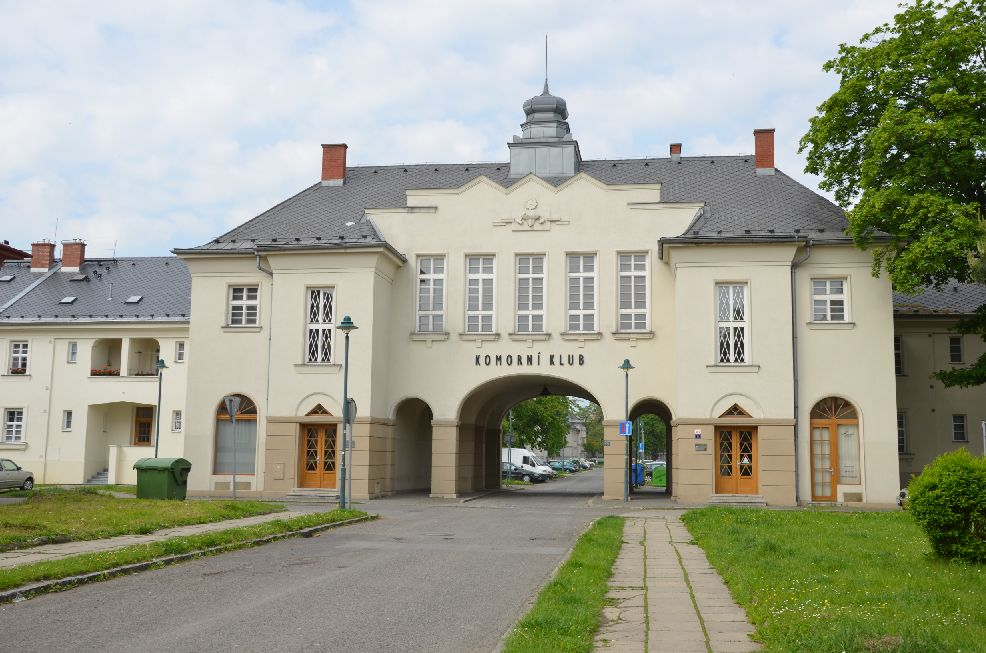
Komorní klub
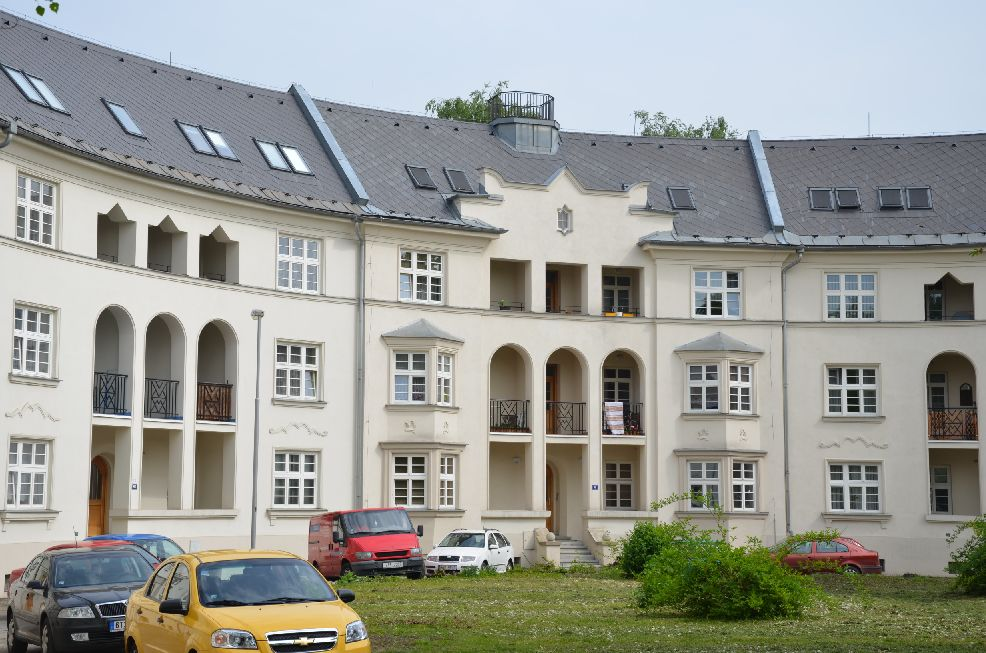
Dům do oblouku
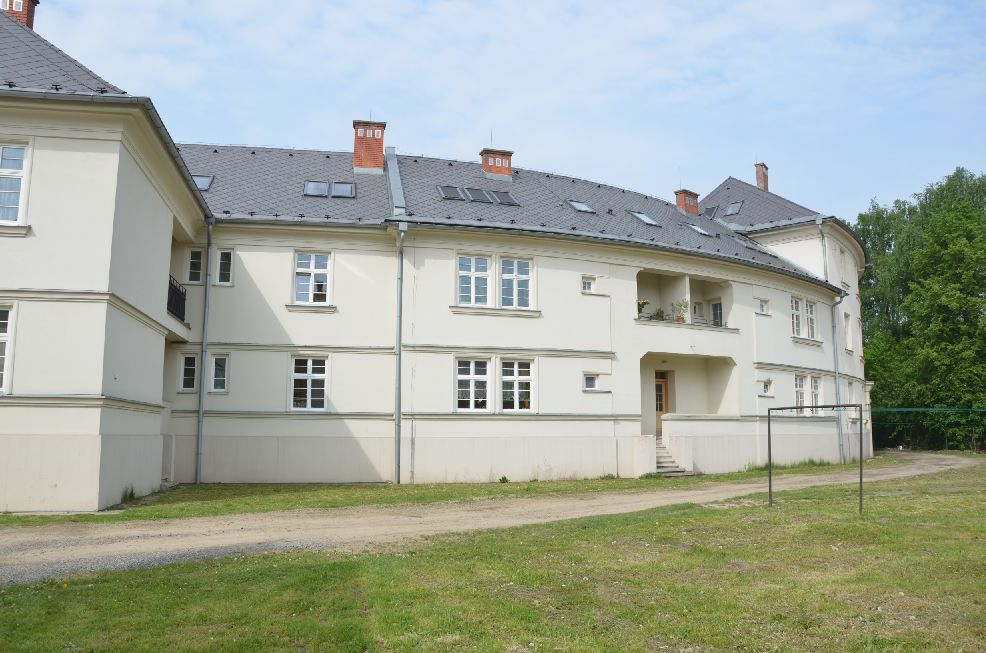
Dům do oblouku
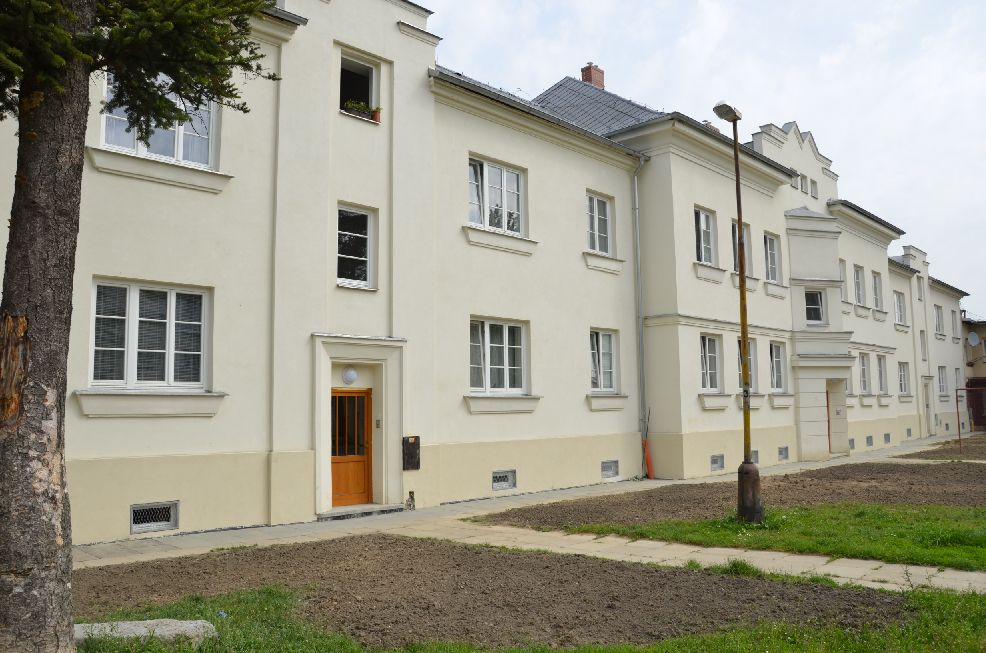
K ulici Závodní
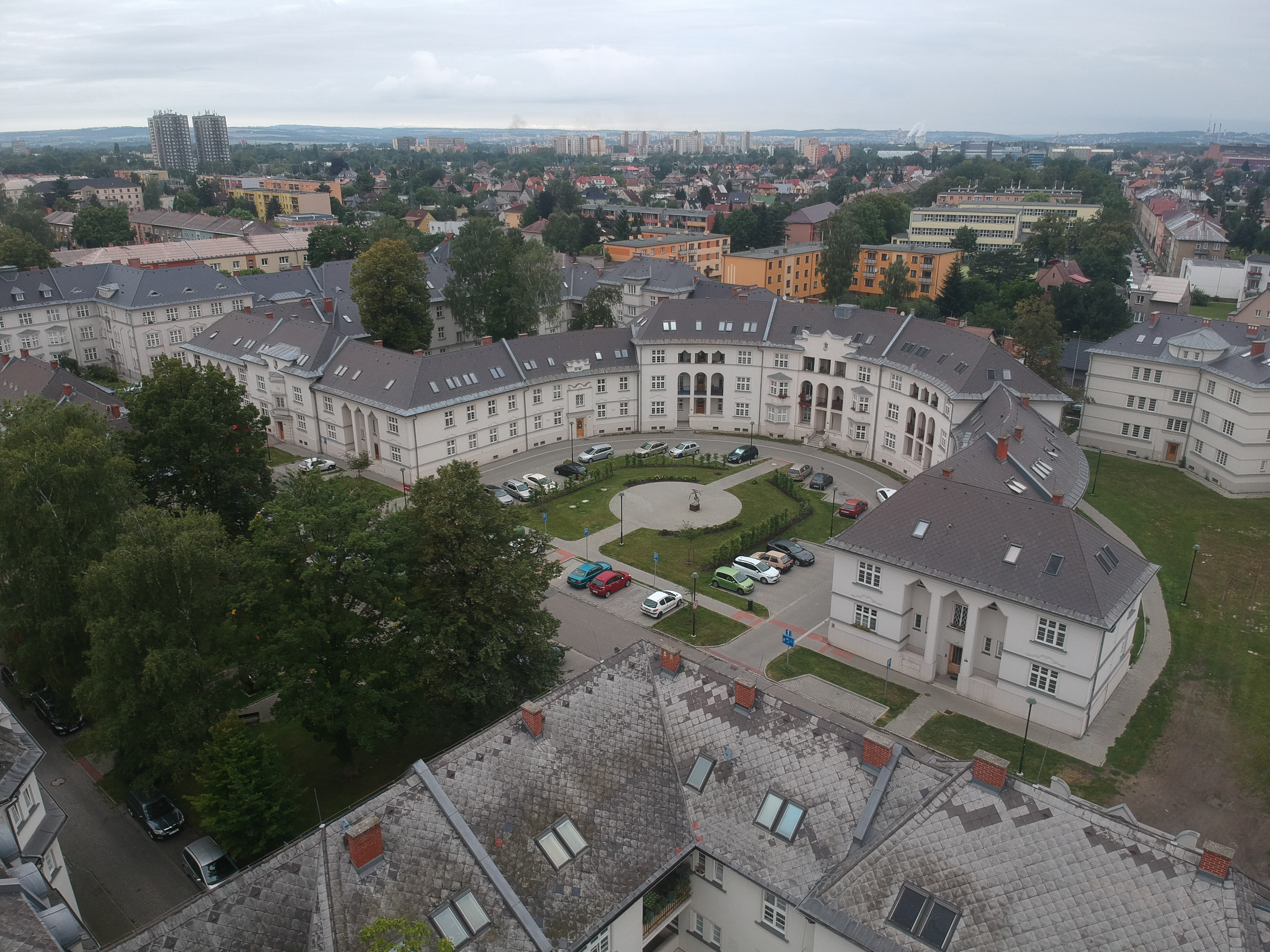
Jubilejni kolonie náměstí

## Spolky
- Klub českých velocipedistů Moravan Ostrava-Hrabůvka (https://www.facebook.com/Klub-%C4%8Desk%C3%BDch-velocipedist%C5%AF-Moravan-Ostrava-Hrab%C5%AFvka-1452879501487723/)